# Gonda László (történész)
Gonda László (héberül: משה אליהו גונדה) (Makó, 1910. szeptember 29. – Tel-Aviv, 1985. február 9.) magyar-izraeli történész, író, pedagógus.

## Családja
Gonda (Gottlieb) József Mayer (1880–1927) főgimnáziumi tanár és Fränkl Regina (1884–1944) gyermekeként született. Három testvére volt. Apja 1906 és 1921 között a Makói Magyar Királyi Állami Főgimnáziumban tanított, majd 1922-ben elfogadta a Debreceni Zsidó Reálgimnázium meghívását és ekkor családjával az alföldi városba költözött.

## Életpályája
1929-ben a Debreceni Zsidó Reálgimnáziumban érettségizett, majd a Tisza István Tudományegyetemen történelem, latin és francia szakos tanári oklevelet szerzett. 1934-től tíz éven át a Debreceni Zsidó Gimnáziumban tanított. Tanári működése mellett a hazai cionista mozgalom tevékeny tagja volt.
1942 decemberében behívták munkaszolgálatra. Két évvel később a keleti hadszíntéren aknára lépett és súlyos sérülést szenvedett. Sérülése miatt egy budapesti katonai kórházba szállították, ahonnan átcsempészték a pesti gettó kórházába. A második világháború után Budapesten maradt és tanárként dolgozott a Pesti Izraelita Hitközség Gimnáziumban. A Zsidó Gimnázium akkor kettőre lett osztva: a felső osztályokra (9–12) és az alsókra. Gondát kinevezték az alsó osztályok igazgatójává. Később az Egyesült Állami Iskolát vezette – egészen az 1951-es izraeli emigrációjáig. A Netánjában való letelepedését követően előbb általános iskolai tanárként dolgozott, majd évekkel később visszatért a középiskolai oktatáshoz.
1975-ben történetírói és tudományos szervezői tevékenységének elismeréséül megkapta a történeti Nordau díjat. Alapítótagja volt a Magyar Zsidó Történelmi Társulatnak és tagja az Izraelita Magyar Irodalmi Társulatnak.
1951-től haláláig Izraelben élt Gonda Moshe Elijahu néven.
Felesége Hunwald Katalin volt, dr. Hunwald Lajos és Harmat Piroska lánya, akivel 1935. július 15-én Budapesten, a Terézvárosban kötött házasságot.

## Díjai, elismerései
- Nordau díj (1975)

## Művei
- A zsidóság Magyarországon 1526-1945 (Századvég Kiadó, Budapest, 1992)
- A debreceni zsidóság száz éve. A mártírhalált halt debreceni és környékbeli zsidók emlékére. (Tel-Aviv, 1966 után)